# 扎巴清真寺
扎巴清真寺，位于中国青海省化隆县扎巴乡扎巴二村，为青海省市县级文物保护单位，公布日期为1986年12月8日，类型为古建筑。
扎巴清真寺的历史年代为清。